# خط اوداکیو انوشیما
خط اوداکیو انوشیما انگلیسی: 小田急江ノ島線, Odakyū Enoshima-sen یک خط راه‌آهن است که توسط شرکت راه‌آهن اوداکیو اداره می‌شود. شاخه‌ای از خط اوداکیو-اوداوارا است که در شرق استان کاناگاوا قرار دارد.